# 格萊爾施峰

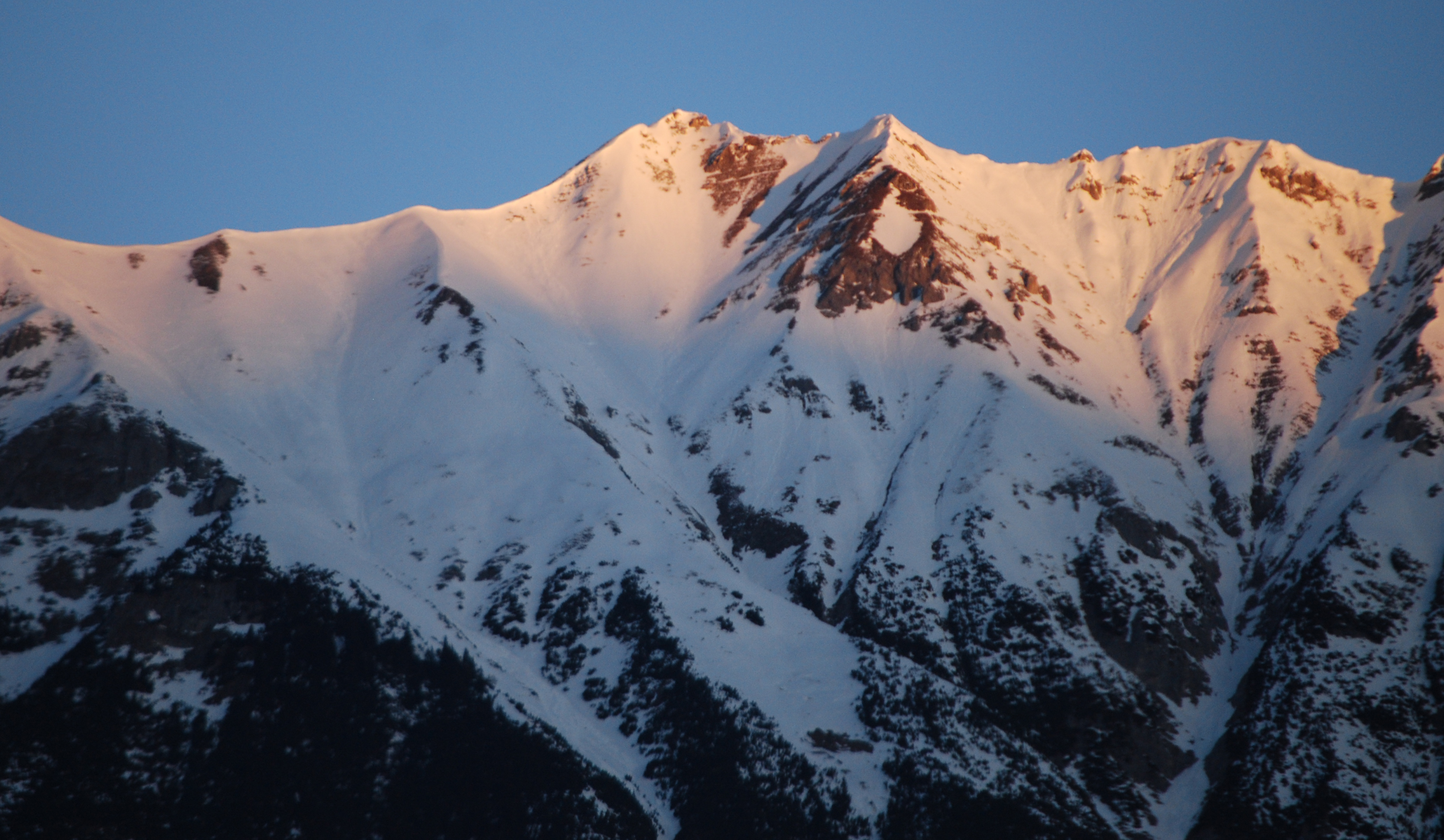

47°18′56″N 11°23′54″E / 47.31556°N 11.39833°E
格萊爾施峰（德語：Gleirschspitze），是奧地利的山峰，位於該國西部，由蒂羅爾州負責管轄，屬於諾德凱特山脈的一部分，海拔高度2,317米，每年平均降雨量1,666毫米。